# Famille Simpson
Cet article fait partie d'un « bon thème » labellisé en 2009.
Cette page explique l’histoire ou répertorie les différents membres de la famille Simpson.

Arbre généalogique de la famille Simpson.

La famille Simpson est une famille fictive au centre de la série d'animation Les Simpson. Les Simpson sont une famille nucléaire composée du couple marié formé par Homer et Marge et de leurs trois enfants, Bart, Lisa et Maggie. Ils vivent au 742 Terrace Evergreen, dans la ville fictive de Springfield, aux États-Unis. La famille a été créée par le dessinateur Matt Groening, à qui il avait été fait appel pour lancer une série de courts métrages basée sur Life in Hell, mais celui-ci a décidé de créer un nouvel ensemble de personnages. Il a nommé les personnages d'après les prénoms de sa propre famille, substituant son nom par « Bart ». La famille Simpson a fait ses débuts à la télévision dans un court métrage du Tracey Ullman Show, Good Night, le 19 avril 1987. Après avoir fait l'objet de courts métrages durant trois ans, elle a été au centre de la série Les Simpson sur le réseau Fox dès le 17 décembre 1989.
Outre les cinq principaux membres de la famille, il existe de nombreux autres personnages importants ou secondaires dans la famille. Les autres personnages de la famille qui apparaissent le plus souvent sont Abraham Simpson, le père d'Homer, Patty et Selma Bouvier, les sœurs de Marge, les deux animaux de compagnie de la famille, Petit Papa Noël et Boule de Neige II, et dans une moindre mesure Mona Simpson, la mère d'Homer, et Jacqueline Bouvier, la mère de Marge, ainsi qu'une large gamme d'autres personnages secondaires.

## Présentation
Les Simpson sont une famille qui vivent au 742 Evergreen Terrace, dans la ville de Springfield, aux États-Unis. Homer, le père, travaille en tant qu'inspecteur de sécurité à la centrale nucléaire de Springfield, un poste qu'il occupe en dépit de sa nature imprudente et bouffonne. Il est marié à Marge Simpson, stéréotype de la mère et de la femme au foyer américaine. Ils ont trois enfants : Bart, un fauteur de troubles de 10 ans ; Lisa, une surdouée de 8 ans à l'engagement politique précoce, et Maggie, un bébé qui parle rarement, mais qui communique en suçant une tétine. La famille possède un chien, Petit Papa Noël (Le P'tit Renne au nez rouge, au Québec), et un chat, Boule de Neige V, renommé Boule de Neige II dans l'épisode Robotflop. Ces deux animaux de compagnie ont eux-mêmes eu des rôles vedettes dans plusieurs épisodes. Malgré les indications du temps qui passe, comme les vacances, les fêtes ou les anniversaires, la mort de certains personnages ou des divorces, les personnages ne vieillissent jamais et ont la même apparence que celle qu'ils avaient à la fin des années 1980. Bien que les Simpson soient une famille à problèmes, plusieurs épisodes examinent leurs relations et montrent souvent qu'ils prennent soin les uns des autres.

## Création
Matt Groening a conçu la famille Simpson en 1986 dans l'entrée du bureau du producteur James L. Brooks. Il avait été fait appel à Groening pour lancer une série de courts métrages d'animation pour The Tracey Ullman Show, qui seraient adaptés de son comic strip Life in Hell. Lorsque Groening a réalisé que l'animation de Life in Hell demanderait qu'il renonce aux droits de publication, il a décidé d'aller dans une direction différente et a rapidement esquissé une famille dysfonctionnelle, nommant les personnages d'après les membres de sa famille. Pour le fils de la famille, il a remplacé son nom par « Bart », une anagramme du mot anglais brat signifiant « môme », et a modelé le personnage d'après son grand frère, Mark,. En 2012, Groening perce le mystère de l'emplacement exact de la ville de Springfield (Oregon), et affirme que les indices étaient très présents car il a lui-même grandi à Portland, Oregon, et que de nombreux éléments de la famille Simpson font référence à sa propre famille.
Les cinq principaux membres de la famille ont une apparence élémentaire, de façon que leurs émotions peuvent être changées sans beaucoup d'efforts et que les personnages soient reconnaissables uniquement à leurs silhouettes. Matt Groening n'avait fait que de simples croquis des personnages, supposant qu'ils seraient affinés par la production. Cependant, les animateurs avaient simplement retracé ses dessins, ce qui donna une apparence grossière aux personnages des premiers épisodes.
La famille Simpson a fait ses débuts le 19 avril 1987 dans Good Night, un court métrage du Tracey Ullman Show. En 1989, les courts métrages ont été adaptés pour devenir Les Simpson, dont les épisodes, durant un peu moins d'une demi-heure, sont diffusés sur le réseau Fox. Les membres de la famille Simpson sont restés les personnages principaux de cette nouvelle série.

## Distribution
Les voix originales des principaux membres de la famille, Dan Castellaneta, Julie Kavner, Nancy Cartwright et Yeardley Smith, sont tous présents depuis les courts métrages du Tracey Ullman Show. Nancy Cartwright est la seule des voix principales à s'être entraînée sur son jeu de voix avant de commencer la série. Kavner et Castellaneta faisaient partie des acteurs réguliers de The Tracey Ullman Show et avaient déjà eu des expériences de doublage. Comme des doubleurs étaient demandés pour les courts métrages des Simpson, les producteurs ont naturellement demandé à Castellaneta et à Julie Kavner de doubler Homer et Marge plutôt que d'engager plus d'acteurs,. Les producteurs ont décidé de tenir un casting pour les rôles de Bart et Lisa. Yeardley Smith avait initialement auditionné pour le rôle de Bart, mais la directrice de casting Bonita Pietila trouvait sa voix trop aiguë. Smith a plus tard dit : « J'ai toujours énormément parlé comme une fille. J'ai lu deux lignes du rôle de Bart et ils ont dit « Merci d'être venue ! » (I always sounded too much like a girl. I read two lines as Bart and they said, 'Thanks for coming!'). Smith a finalement reçu le rôle de Lisa. Le 13 mars 1987, Nancy Cartwright auditionnait pour le rôle de Lisa. Après être arrivée à l'audition, elle a trouvé que Lisa était trop décrite comme la « cadette » et qu'elle n'avait, à l'époque, que peu de personnalité. Cartwright s'est montrée plus intéressée envers le rôle de Bart, qui était décrit comme « sournois, qui ne réussit pas, qui déteste l'école, irrespectueux et ingénieux ». Matt Groening lui a laissé sa chance à l'audition, et après avoir entendu sa prestation, lui a donné le rôle de Bart.
Matt Groening a produit le son de la tétine de Maggie Simpson.
| Personnage    | Voix originale   | Voix française                  | Voix québécoise  |
| ------------- | ---------------- | ------------------------------- | ---------------- |
| Homer Simpson | Dan Castellaneta | Philippe Peythieu               | Hubert Gagnon    |
| Marge Simpson | Julie Kavner     | Véronique Augereau              | Béatrice Picard  |
| Bart Simpson  | Nancy Cartwright | Joëlle Guigui/Nathalie Bienaimé | Johanne Léveillé |
| Lisa Simpson  | Yeardley Smith   | Aurélia Bruno                   | Lisette Dufour   |

## Membres

### Famille nucléaire

#### Homer
Homer J. Simpson dit Homer Simpson, le père, gros, cupide et gourmand. Son intelligence est sous-estimée à cause d'un crayon dans son cerveau. Il adore les donuts et les côtes de porc grillées, le tout arrosé de bière Duff. Il est le chef de sécurité du secteur 7G à la centrale nucléaire de Springfield.
Homer est le seul personnage à avoir une ligne de dialogue dans tous les épisodes de la série.

#### Marge
Marjorie Bouvier dite Marge Simpson, la mère, choucroute bleue sur la tête, être sensible et sensé, c'est elle qui régit toute cette belle petite famille. Élément modéré de la famille, il lui arrive de temps à autre de déraper. Elle a une âme d'artiste.

#### Bart
Bartholomew Jo-Jo Simpson dit Bart, le fils terrible, frère de Lisa et Maggie. Il a 10 ans. Il est considéré comme le cancre et le délinquant de la famille. Porte la rumeur d'être aussi intelligent que son père alors qu'il a juste un problème de concentration. Pour preuve il a réussi à mettre plus de dix fois Tahiti Bob en prison. Pourtant, il a un grand cœur. Il est l'ami des minorités. Son pire cauchemar : Tahiti (Sideshow) Bob qu'il a fait emprisonner après un vol au Kwik-E-Mart, mais celui-ci aura l'occasion de lui sauver la vie par la suite. Dans le futur, Bart est guitariste dans un groupe de rock avec Ralph qui ne marche pas, il est divorcé d'avec la mère de ses deux fils et vit encore dans l'école primaire de Springfield.

#### Lisa
Elisabeth Marie Simpson dite Lisa Simpson, sœur de Bart et Maggie, le génie de la famille. Âgée de seulement 8 ans, très en avance, c'est l'être le plus sensé, le plus adulte de la famille. Elle joue du saxophone. Elle est jalouse de Maggie sûrement plus intelligente qu'elle et c'est grâce à ses bons résultats que l'école primaire de Springfield n'est pas encore fermée. Dans le futur elle est présidente des États-Unis, mariée à Milouse et mère d'une adolescente Zia Simpson.

#### Maggie
Margaret Eve Simpson dite Maggie Simpson, la petite dernière, sœur de Bart et Lisa, qui a déjà 2 ans. Elle passe son temps à sucer sa tétine. Elle parlera plusieurs fois dans divers épisodes. Elle aussi est très intelligente malgré son jeune âge, elle a entre autres écrit son nom avec son ardoise magique et E=mc2 avec des cubes, elle sait aussi tirer avec une arme. Dans le futur, Maggie est une chanteuse internationale mais étant enceinte elle ne parle pas, et elle est aussi mère d'une petite fille Maggie Jr.

### Famille étendue

#### Grands-parents
Abraham Simpson dit Abe, le père d'Homer Simpson, d'Herbert Powell et d'Abbie Simpson. A de fréquents trous de mémoire et des accès irrépressibles de sommeil survenant plusieurs fois par jour et durant quelques secondes.
Mona Simpson, la mère d'Homer, apparue dans deux épisodes. Militante écologiste et « soixante-huitarde », elle a eu quelques problèmes avec la justice après avoir empêché M. Burns de mener à bien une expérience durant sa jeunesse. Personnage intelligent et attachant qui est aussi bien capable de plaire à Bart qu'à Lisa (ce qui est une prouesse).

#### Oncles et tantes
Patty Bouvier et Selma Bouvier, sœurs jumelles et grandes sœurs de Marge, jalouses et méchantes, fumeuses invétérées aussi sexy qu'une feuille d'imposition. On découvre au fil des épisodes que Patty Bouvier n'est intéressée que par les personnes du même sexe qu'elle, ce qui explique pourquoi elle n'a jamais eu de petit ami. Selma Bouvier elle a été mariée à Tahiti Bob, Abraham… et a adopté une petite fille en Chine, Ling Bouvier.

#### Animaux
Petit Papa Noël ou Le p'tit renne au nez rouge (Québec), le chien des Simpson. Il est aussi stupide que la famille.
Une série de chats successifs, de longévité et de destin variables : Boule de Neige, écrasé par le frère du maire Quimby, Boule de Neige II, qui aura vécu quinze ans, de couleur noire comme ne l'indique pas son nom, Boule de Neige III, Coltrane et Boule de Neige V.

### Liens familiaux
- Herbert Powell dit Herb Simpson, demi-frère d'Homer Simpson et d'Abbie Simpson. Il est fils d'Abraham Simpson et d'une femme inconnue travaillant avec une fête foraine. Il ressemble beaucoup à Homer mais avec quelques différences : il est très riche, intelligent et est PDG d'un grand constructeur automobile qu'Homer a fait couler. Il a été déposé dans un orphelinat par Abraham et la femme, puis il a été adopté par la famille Powell.
- Abbie Simpson, demi-sœur d'Homer Simpson et d'Herbert Powell. Elle ressemble beaucoup à Homer jusqu'à sa voix. Elle est la fille d'Abraham Simpson et de Edwina Winston, une femme britannique que celui-ci a rencontré durant la Seconde Guerre mondiale. Elle est née et a été élevée par sa mère au Royaume-Uni. Celle-ci vit toujours là-bas et sa mère aussi.
- Hugo Simpson, frère jumeau/siamois de Bart, frère de Lisa et Maggie. Homer et Marge l'ont élevé en secret au grenier. Juste apparu dans un Simpson Horror Show.
- Ling Bouvier, fille adoptive de Selma Bouvier. Celle-ci est née en Chine. Elle a d'excellentes relations avec sa cousine adoptive Maggie. Légalement Homer est son père adoptif.
- Jacqueline Bouvier, mère de Marge Simpson, Patty et Selma. Grand-mère de Bart, Lisa, Maggie Simpson et Ling Bouvier. Elle a les mêmes cheveux que Marge mais la même couleur que Patty et Selma et elle fume autant que ses jumelles.
- Clancy Bouvier, père de Marge Simpson, Patty et Selma. Celui-ci est franco-américain. Grand-père de Bart, Lisa, Maggie Simpson et Ling Bouvier. Marge tient sa couleur de cheveux de son père mais il est aussi de mauvaise humeur que ses jumelles.
- Carmen, deuxième femme d'Homer Simpson : on ne la voit que dans deux épisodes. Alcoolique et fumeuse excessive, Homer l'épouse par erreur lors d'une journée à Las Vegas.
- Enfants d'Homer, nés d'un don de sperme à Shellbiville. Ils sont environ 70 enfants nés, il y a même des septuplées.

### Épisodes dans le futur
- Zia fille de Lisa Simpson et Milhouse Van Houten. Physiquement elle ressemble beaucoup à sa mère sauf une mèche rebelle bleu qui lui tombe sur le visage. Zia l'admire secrètement et vit constamment dans l'ultranet : l'Internet du futur.
- Les fils de Bart : on ne connaît pas leurs prénoms, tout le monde les appelle les garçons. Ce sont sûrement des jumeaux, ils ne semblent pas atteints du syndrome des Simpson qui rend tous les garçons Simpson crétins, ils semblent même intelligents.
- Margaret Junior Simpson, fille de Maggie Simpson. On ne la voit que lorsqu'elle a tout juste une heure maximum. Maggie Jr. ressemble comme deux gouttes d'eau à sa mère Maggie Senior jusqu'à la fameuse tétine rouge qu'elle suce comme si sa vie en dépendait.

## Arbre généalogique
|  |  |                          |                          |                          |                          |                          |                          |                          |                          |                          |                          |                          |                          | Sven Simpson        | Sven Simpson        | Sven Simpson        | Sven Simpson        | Sven Simpson        | Sven Simpson        |                 |                 |                 |                 |                 |                 | Claretta Ethridge        | Claretta Ethridge        | Claretta Ethridge        | Claretta Ethridge        | Claretta Ethridge        | Claretta Ethridge        |                        |                        |                         |                         |                         |                         | Joe Puffing Goat        | Joe Puffing Goat        | Joe Puffing Goat         | Joe Puffing Goat         | Joe Puffing Goat         | Joe Puffing Goat         |                          |                          |                          |                          |                          |                          | Mary Frowning Cloud      | Mary Frowning Cloud      | Mary Frowning Cloud | Mary Frowning Cloud | Mary Frowning Cloud     | Mary Frowning Cloud     |                         |                         |                            |                            |                            |                            |                            |                            |                          |                          |                          |                          |                         |                         |                         |                         |                         |                         |                         |                         |                              |                              |                              |                              |                              |                              |                             |                             |                 |                 |                |                |                |                |                  |                  |                   |                   |                   |                   |                   |                   |               |               |              |              |                        |                        |                        |                        |                        |                        |  |  |                        |                        |                        |                        |                        |                        |
|  |  |                          |                          |                          |                          |                          |                          |                          |                          |                          |                          |                          |                          | Sven Simpson        | Sven Simpson        | Sven Simpson        | Sven Simpson        | Sven Simpson        | Sven Simpson        |                 |                 |                 |                 |                 |                 | Claretta Ethridge        | Claretta Ethridge        | Claretta Ethridge        | Claretta Ethridge        | Claretta Ethridge        | Claretta Ethridge        |                        |                        |                         |                         |                         |                         | Joe Puffing Goat        | Joe Puffing Goat        | Joe Puffing Goat         | Joe Puffing Goat         | Joe Puffing Goat         | Joe Puffing Goat         |                          |                          |                          |                          |                          |                          | Mary Frowning Cloud      | Mary Frowning Cloud      | Mary Frowning Cloud | Mary Frowning Cloud | Mary Frowning Cloud     | Mary Frowning Cloud     |                         |                         |                            |                            |                            |                            |                            |                            |                          |                          |                          |                          |                         |                         |                         |                         |                         |                         |                         |                         |                              |                              |                              |                              |                              |                              |                             |                             |                 |                 |                |                |                |                |                  |                  |                   |                   |                   |                   |                   |                   |               |               |              |              |                        |                        |                        |                        |                        |                        |  |  |                        |                        |                        |                        |                        |                        |
|  |  |                          |                          |                          |                          |                          |                          |                          |                          |                          |                          |                          |                          |                     |                     |                     |                     |                     |                     |                 |                 |                 |                 |                 |                 |                          |                          |                          |                          |                          |                          |                        |                        |                         |                         |                         |                         |                         |                         |                          |                          |                          |                          |                          |                          |                          |                          |                          |                          |                          |                          |                     |                     |                         |                         |                         |                         |                            |                            |                            |                            |                            |                            |                          |                          |                          |                          |                         |                         |                         |                         |                         |                         |                         |                         |                              |                              |                              |                              |                              |                              |                             |                             |                 |                 |                |                |                |                |                  |                  |                   |                   |                   |                   |                   |                   |               |               |              |              |                        |                        |                        |                        |                        |                        |  |  |                        |                        |                        |                        |                        |                        |
|  |  |                          |                          |                          |                          |                          |                          |                          |                          |                          |                          |                          |                          |                     |                     |                     |                     |                     |                     |                 |                 |                 |                 |                 |                 |                          |                          |                          |                          |                          |                          |                        |                        |                         |                         |                         |                         |                         |                         |                          |                          |                          |                          |                          |                          |                          |                          |                          |                          |                          |                          |                     |                     |                         |                         |                         |                         |                            |                            |                            |                            |                            |                            |                          |                          |                          |                          |                         |                         |                         |                         |                         |                         |                         |                         |                              |                              |                              |                              |                              |                              |                             |                             |                 |                 |                |                |                |                |                  |                  |                   |                   |                   |                   |                   |                   |               |               |              |              |                        |                        |                        |                        |                        |                        |  |  |                        |                        |                        |                        |                        |                        |
|  |  |                          |                          |                          |                          | Lambert Simpson          | Lambert Simpson          | Lambert Simpson          | Lambert Simpson          | Lambert Simpson          | Lambert Simpson          |                          |                          |                     |                     |                     |                     |                     |                     | Rupert Simpson  | Rupert Simpson  | Rupert Simpson  | Rupert Simpson  | Rupert Simpson  | Rupert Simpson  |                          |                          |                          |                          |                          |                          | Winifred Running Goat  | Winifred Running Goat  | Winifred Running Goat   | Winifred Running Goat   | Winifred Running Goat   | Winifred Running Goat   |                         |                         |                          |                          |                          |                          | Humphrey Little Goat     | Humphrey Little Goat     | Humphrey Little Goat     | Humphrey Little Goat     | Humphrey Little Goat     | Humphrey Little Goat     |                          |                          |                     |                     | Jane Nervous Goat       | Jane Nervous Goat       | Jane Nervous Goat       | Jane Nervous Goat       | Jane Nervous Goat          | Jane Nervous Goat          |                            |                            |                            |                            | Omar Stillman            | Omar Stillman            | Omar Stillman            | Omar Stillman            | Omar Stillman           | Omar Stillman           |                         |                         |                         |                         |                         |                         |                              |                              | Ettiwanda Trownse            | Ettiwanda Trownse            | Ettiwanda Trownse            | Ettiwanda Trownse            | Ettiwanda Trownse           | Ettiwanda Trownse           |                 |                 |                |                |                |                |                  |                  |                   |                   |                   |                   |                   |                   |               |               |              |              |                        |                        |                        |                        |                        |                        |  |  |                        |                        |                        |                        |                        |                        |
|  |  |                          |                          |                          |                          | Lambert Simpson          | Lambert Simpson          | Lambert Simpson          | Lambert Simpson          | Lambert Simpson          | Lambert Simpson          |                          |                          |                     |                     |                     |                     |                     |                     | Rupert Simpson  | Rupert Simpson  | Rupert Simpson  | Rupert Simpson  | Rupert Simpson  | Rupert Simpson  |                          |                          |                          |                          |                          |                          | Winifred Running Goat  | Winifred Running Goat  | Winifred Running Goat   | Winifred Running Goat   | Winifred Running Goat   | Winifred Running Goat   |                         |                         |                          |                          |                          |                          | Humphrey Little Goat     | Humphrey Little Goat     | Humphrey Little Goat     | Humphrey Little Goat     | Humphrey Little Goat     | Humphrey Little Goat     |                          |                          |                     |                     | Jane Nervous Goat       | Jane Nervous Goat       | Jane Nervous Goat       | Jane Nervous Goat       | Jane Nervous Goat          | Jane Nervous Goat          |                            |                            |                            |                            | Omar Stillman            | Omar Stillman            | Omar Stillman            | Omar Stillman            | Omar Stillman           | Omar Stillman           |                         |                         |                         |                         |                         |                         |                              |                              | Ettiwanda Trownse            | Ettiwanda Trownse            | Ettiwanda Trownse            | Ettiwanda Trownse            | Ettiwanda Trownse           | Ettiwanda Trownse           |                 |                 |                |                |                |                |                  |                  |                   |                   |                   |                   |                   |                   |               |               |              |              |                        |                        |                        |                        |                        |                        |  |  |                        |                        |                        |                        |                        |                        |
|  |  |                          |                          |                          |                          |                          |                          |                          |                          |                          |                          |                          |                          |                     |                     |                     |                     |                     |                     |                 |                 |                 |                 |                 |                 |                          |                          |                          |                          |                          |                          |                        |                        |                         |                         |                         |                         |                         |                         |                          |                          |                          |                          |                          |                          |                          |                          |                          |                          |                          |                          |                     |                     |                         |                         |                         |                         |                            |                            |                            |                            |                            |                            |                          |                          |                          |                          |                         |                         |                         |                         |                         |                         |                         |                         |                              |                              |                              |                              |                              |                              |                             |                             |                 |                 |                |                |                |                |                  |                  |                   |                   |                   |                   |                   |                   |               |               |              |              |                        |                        |                        |                        |                        |                        |  |  |                        |                        |                        |                        |                        |                        |
|  |  |                          |                          |                          |                          |                          |                          |                          |                          |                          |                          |                          |                          |                     |                     |                     |                     |                     |                     |                 |                 |                 |                 |                 |                 |                          |                          |                          |                          |                          |                          |                        |                        |                         |                         |                         |                         |                         |                         |                          |                          |                          |                          |                          |                          |                          |                          |                          |                          |                          |                          |                     |                     |                         |                         |                         |                         |                            |                            |                            |                            |                            |                            |                          |                          |                          |                          |                         |                         |                         |                         |                         |                         |                         |                         |                              |                              |                              |                              |                              |                              |                             |                             |                 |                 |                |                |                |                |                  |                  |                   |                   |                   |                   |                   |                   |               |               |              |              |                        |                        |                        |                        |                        |                        |  |  |                        |                        |                        |                        |                        |                        |
|  |  | Beatrix "Trixie" Simpson | Beatrix "Trixie" Simpson | Beatrix "Trixie" Simpson | Beatrix "Trixie" Simpson | Beatrix "Trixie" Simpson | Beatrix "Trixie" Simpson |                          |                          | Prudence Simpson         | Prudence Simpson         | Prudence Simpson         | Prudence Simpson         | Prudence Simpson    | Prudence Simpson    |                     |                     | Galston Simpson     | Galston Simpson     | Galston Simpson | Galston Simpson | Galston Simpson | Galston Simpson |                 |                 | Ivy " Glass-Eye" Simpson | Ivy " Glass-Eye" Simpson | Ivy " Glass-Eye" Simpson | Ivy " Glass-Eye" Simpson | Ivy " Glass-Eye" Simpson | Ivy " Glass-Eye" Simpson |                        |                        | Garwood Simpson         | Garwood Simpson         | Garwood Simpson         | Garwood Simpson         | Garwood Simpson         | Garwood Simpson         |                          |                          |                          |                          |                          |                          | Clowta Stillman          | Clowta Stillman          | Clowta Stillman          | Clowta Stillman          | Clowta Stillman          | Clowta Stillman          |                     |                     | Clement "Clem" Stillman | Clement "Clem" Stillman | Clement "Clem" Stillman | Clement "Clem" Stillman | Clement "Clem" Stillman    | Clement "Clem" Stillman    |                            |                            | Clancey Stillman           | Clancey Stillman           | Clancey Stillman         | Clancey Stillman         | Clancey Stillman         | Clancey Stillman         |                         |                         | Ogilvie Stillman        | Ogilvie Stillman        | Ogilvie Stillman        | Ogilvie Stillman        | Ogilvie Stillman        | Ogilvie Stillman        |                              |                              | Dewey "Square Top" Stillman  | Dewey "Square Top" Stillman  | Dewey "Square Top" Stillman  | Dewey "Square Top" Stillman  | Dewey "Square Top" Stillman | Dewey "Square Top" Stillman |                 |                 |                |                |                |                |                  |                  |                   |                   |                   |                   |                   |                   |               |               |              |              |                        |                        |                        |                        |                        |                        |  |  |                        |                        |                        |                        |                        |                        |
|  |  | Beatrix "Trixie" Simpson | Beatrix "Trixie" Simpson | Beatrix "Trixie" Simpson | Beatrix "Trixie" Simpson | Beatrix "Trixie" Simpson | Beatrix "Trixie" Simpson |                          |                          | Prudence Simpson         | Prudence Simpson         | Prudence Simpson         | Prudence Simpson         | Prudence Simpson    | Prudence Simpson    |                     |                     | Galston Simpson     | Galston Simpson     | Galston Simpson | Galston Simpson | Galston Simpson | Galston Simpson |                 |                 | Ivy " Glass-Eye" Simpson | Ivy " Glass-Eye" Simpson | Ivy " Glass-Eye" Simpson | Ivy " Glass-Eye" Simpson | Ivy " Glass-Eye" Simpson | Ivy " Glass-Eye" Simpson |                        |                        | Garwood Simpson         | Garwood Simpson         | Garwood Simpson         | Garwood Simpson         | Garwood Simpson         | Garwood Simpson         |                          |                          |                          |                          |                          |                          | Clowta Stillman          | Clowta Stillman          | Clowta Stillman          | Clowta Stillman          | Clowta Stillman          | Clowta Stillman          |                     |                     | Clement "Clem" Stillman | Clement "Clem" Stillman | Clement "Clem" Stillman | Clement "Clem" Stillman | Clement "Clem" Stillman    | Clement "Clem" Stillman    |                            |                            | Clancey Stillman           | Clancey Stillman           | Clancey Stillman         | Clancey Stillman         | Clancey Stillman         | Clancey Stillman         |                         |                         | Ogilvie Stillman        | Ogilvie Stillman        | Ogilvie Stillman        | Ogilvie Stillman        | Ogilvie Stillman        | Ogilvie Stillman        |                              |                              | Dewey "Square Top" Stillman  | Dewey "Square Top" Stillman  | Dewey "Square Top" Stillman  | Dewey "Square Top" Stillman  | Dewey "Square Top" Stillman | Dewey "Square Top" Stillman |                 |                 |                |                |                |                |                  |                  |                   |                   |                   |                   |                   |                   |               |               |              |              |                        |                        |                        |                        |                        |                        |  |  |                        |                        |                        |                        |                        |                        |
|  |  |                          |                          |                          |                          |                          |                          |                          |                          |                          |                          |                          |                          |                     |                     |                     |                     |                     |                     |                 |                 |                 |                 |                 |                 |                          |                          |                          |                          |                          |                          |                        |                        |                         |                         |                         |                         |                         |                         |                          |                          |                          |                          |                          |                          |                          |                          |                          |                          |                          |                          |                     |                     |                         |                         |                         |                         |                            |                            |                            |                            |                            |                            |                          |                          |                          |                          |                         |                         |                         |                         |                         |                         |                         |                         |                              |                              |                              |                              |                              |                              |                             |                             |                 |                 |                |                |                |                |                  |                  |                   |                   |                   |                   |                   |                   |               |               |              |              |                        |                        |                        |                        |                        |                        |  |  |                        |                        |                        |                        |                        |                        |
|  |  |                          |                          |                          |                          |                          |                          |                          |                          |                          |                          |                          |                          |                     |                     |                     |                     |                     |                     |                 |                 |                 |                 |                 |                 |                          |                          |                          |                          |                          |                          |                        |                        |                         |                         |                         |                         |                         |                         |                          |                          |                          |                          |                          |                          |                          |                          |                          |                          |                          |                          |                     |                     |                         |                         |                         |                         |                            |                            |                            |                            |                            |                            |                          |                          |                          |                          |                         |                         |                         |                         |                         |                         |                         |                         |                              |                              |                              |                              |                              |                              |                             |                             |                 |                 |                |                |                |                |                  |                  |                   |                   |                   |                   |                   |                   |               |               |              |              |                        |                        |                        |                        |                        |                        |  |  |                        |                        |                        |                        |                        |                        |
|  |  |                          |                          |                          |                          |                          |                          | Gabriella "Gabby" Crouse | Gabriella "Gabby" Crouse | Gabriella "Gabby" Crouse | Gabriella "Gabby" Crouse | Gabriella "Gabby" Crouse | Gabriella "Gabby" Crouse |                     |                     |                     |                     |                     |                     | Howland Simpson | Howland Simpson | Howland Simpson | Howland Simpson | Howland Simpson | Howland Simpson |                          |                          |                          |                          | Ezekiel "Zeke" Simpson   | Ezekiel "Zeke" Simpson   | Ezekiel "Zeke" Simpson | Ezekiel "Zeke" Simpson | Ezekiel "Zeke" Simpson  | Ezekiel "Zeke" Simpson  |                         |                         |                         |                         | Philippa "Pippa" Simpson | Philippa "Pippa" Simpson | Philippa "Pippa" Simpson | Philippa "Pippa" Simpson | Philippa "Pippa" Simpson | Philippa "Pippa" Simpson |                          |                          |                          |                          | Floyd Simpson            | Floyd Simpson            | Floyd Simpson       | Floyd Simpson       | Floyd Simpson           | Floyd Simpson           |                         |                         | Horatio Dinsdale           | Horatio Dinsdale           | Horatio Dinsdale           | Horatio Dinsdale           | Horatio Dinsdale           | Horatio Dinsdale           |                          |                          |                          |                          |                         |                         | Edwina Forayter         | Edwina Forayter         | Edwina Forayter         | Edwina Forayter         | Edwina Forayter         | Edwina Forayter         |                              |                              | Bertram Hickman              | Bertram Hickman              | Bertram Hickman              | Bertram Hickman              | Bertram Hickman             | Bertram Hickman             |                 |                 |                |                |                |                | Nellie Balliwick | Nellie Balliwick | Nellie Balliwick  | Nellie Balliwick  | Nellie Balliwick  | Nellie Balliwick  |                   |                   |               |               |              |              |                        |                        |                        |                        |                        |                        |  |  |                        |                        |                        |                        |                        |                        |
|  |  |                          |                          |                          |                          |                          |                          | Gabriella "Gabby" Crouse | Gabriella "Gabby" Crouse | Gabriella "Gabby" Crouse | Gabriella "Gabby" Crouse | Gabriella "Gabby" Crouse | Gabriella "Gabby" Crouse |                     |                     |                     |                     |                     |                     | Howland Simpson | Howland Simpson | Howland Simpson | Howland Simpson | Howland Simpson | Howland Simpson |                          |                          |                          |                          | Ezekiel "Zeke" Simpson   | Ezekiel "Zeke" Simpson   | Ezekiel "Zeke" Simpson | Ezekiel "Zeke" Simpson | Ezekiel "Zeke" Simpson  | Ezekiel "Zeke" Simpson  |                         |                         |                         |                         | Philippa "Pippa" Simpson | Philippa "Pippa" Simpson | Philippa "Pippa" Simpson | Philippa "Pippa" Simpson | Philippa "Pippa" Simpson | Philippa "Pippa" Simpson |                          |                          |                          |                          | Floyd Simpson            | Floyd Simpson            | Floyd Simpson       | Floyd Simpson       | Floyd Simpson           | Floyd Simpson           |                         |                         | Horatio Dinsdale           | Horatio Dinsdale           | Horatio Dinsdale           | Horatio Dinsdale           | Horatio Dinsdale           | Horatio Dinsdale           |                          |                          |                          |                          |                         |                         | Edwina Forayter         | Edwina Forayter         | Edwina Forayter         | Edwina Forayter         | Edwina Forayter         | Edwina Forayter         |                              |                              | Bertram Hickman              | Bertram Hickman              | Bertram Hickman              | Bertram Hickman              | Bertram Hickman             | Bertram Hickman             |                 |                 |                |                |                |                | Nellie Balliwick | Nellie Balliwick | Nellie Balliwick  | Nellie Balliwick  | Nellie Balliwick  | Nellie Balliwick  |                   |                   |               |               |              |              |                        |                        |                        |                        |                        |                        |  |  |                        |                        |                        |                        |                        |                        |
|  |  |                          |                          |                          |                          |                          |                          |                          |                          |                          |                          |                          |                          |                     |                     |                     |                     |                     |                     |                 |                 |                 |                 |                 |                 |                          |                          |                          |                          |                          |                          |                        |                        |                         |                         |                         |                         |                         |                         |                          |                          |                          |                          |                          |                          |                          |                          |                          |                          |                          |                          |                     |                     |                         |                         |                         |                         |                            |                            |                            |                            |                            |                            |                          |                          |                          |                          |                         |                         |                         |                         |                         |                         |                         |                         |                              |                              |                              |                              |                              |                              |                             |                             |                 |                 |                |                |                |                |                  |                  |                   |                   |                   |                   |                   |                   |               |               |              |              |                        |                        |                        |                        |                        |                        |  |  |                        |                        |                        |                        |                        |                        |
|  |  |                          |                          |                          |                          |                          |                          |                          |                          |                          |                          |                          |                          |                     |                     |                     |                     |                     |                     |                 |                 |                 |                 |                 |                 |                          |                          |                          |                          |                          |                          |                        |                        |                         |                         |                         |                         |                         |                         |                          |                          |                          |                          |                          |                          |                          |                          |                          |                          |                          |                          |                     |                     |                         |                         |                         |                         |                            |                            |                            |                            |                            |                            |                          |                          |                          |                          |                         |                         |                         |                         |                         |                         |                         |                         |                              |                              |                              |                              |                              |                              |                             |                             |                 |                 |                |                |                |                |                  |                  |                   |                   |                   |                   |                   |                   |               |               |              |              |                        |                        |                        |                        |                        |                        |  |  |                        |                        |                        |                        |                        |                        |
|  |  |                          |                          |                          |                          |                          |                          |                          |                          |                          |                          |                          |                          | Louis "Lou" Simpson | Louis "Lou" Simpson | Louis "Lou" Simpson | Louis "Lou" Simpson | Louis "Lou" Simpson | Louis "Lou" Simpson |                 |                 | Dulcine Simpson | Dulcine Simpson | Dulcine Simpson | Dulcine Simpson | Dulcine Simpson          | Dulcine Simpson          |                          |                          | Hugh "Hugo" Simpson      | Hugh "Hugo" Simpson      | Hugh "Hugo" Simpson    | Hugh "Hugo" Simpson    | Hugh "Hugo" Simpson     | Hugh "Hugo" Simpson     |                         |                         | Gaston Simpson          | Gaston Simpson          | Gaston Simpson           | Gaston Simpson           | Gaston Simpson           | Gaston Simpson           |                          |                          | Oswald "Old Tut" Simpson | Oswald "Old Tut" Simpson | Oswald "Old Tut" Simpson | Oswald "Old Tut" Simpson | Oswald "Old Tut" Simpson | Oswald "Old Tut" Simpson |                     |                     |                         |                         |                         |                         | Edwina "Happy" Dinsdale II | Edwina "Happy" Dinsdale II | Edwina "Happy" Dinsdale II | Edwina "Happy" Dinsdale II | Edwina "Happy" Dinsdale II | Edwina "Happy" Dinsdale II |                          |                          |                          |                          | Udell "Spunky" Dinsdale | Udell "Spunky" Dinsdale | Udell "Spunky" Dinsdale | Udell "Spunky" Dinsdale | Udell "Spunky" Dinsdale | Udell "Spunky" Dinsdale |                         |                         |                              |                              |                              |                              | Willard Hickman              | Willard Hickman              | Willard Hickman             | Willard Hickman             | Willard Hickman | Willard Hickman |                |                |                |                |                  |                  | Theodora Hutshing | Theodora Hutshing | Theodora Hutshing | Theodora Hutshing | Theodora Hutshing | Theodora Hutshing |               |               |              |              |                        |                        |                        |                        |                        |                        |  |  |                        |                        |                        |                        |                        |                        |
|  |  |                          |                          |                          |                          |                          |                          |                          |                          |                          |                          |                          |                          | Louis "Lou" Simpson | Louis "Lou" Simpson | Louis "Lou" Simpson | Louis "Lou" Simpson | Louis "Lou" Simpson | Louis "Lou" Simpson |                 |                 | Dulcine Simpson | Dulcine Simpson | Dulcine Simpson | Dulcine Simpson | Dulcine Simpson          | Dulcine Simpson          |                          |                          | Hugh "Hugo" Simpson      | Hugh "Hugo" Simpson      | Hugh "Hugo" Simpson    | Hugh "Hugo" Simpson    | Hugh "Hugo" Simpson     | Hugh "Hugo" Simpson     |                         |                         | Gaston Simpson          | Gaston Simpson          | Gaston Simpson           | Gaston Simpson           | Gaston Simpson           | Gaston Simpson           |                          |                          | Oswald "Old Tut" Simpson | Oswald "Old Tut" Simpson | Oswald "Old Tut" Simpson | Oswald "Old Tut" Simpson | Oswald "Old Tut" Simpson | Oswald "Old Tut" Simpson |                     |                     |                         |                         |                         |                         | Edwina "Happy" Dinsdale II | Edwina "Happy" Dinsdale II | Edwina "Happy" Dinsdale II | Edwina "Happy" Dinsdale II | Edwina "Happy" Dinsdale II | Edwina "Happy" Dinsdale II |                          |                          |                          |                          | Udell "Spunky" Dinsdale | Udell "Spunky" Dinsdale | Udell "Spunky" Dinsdale | Udell "Spunky" Dinsdale | Udell "Spunky" Dinsdale | Udell "Spunky" Dinsdale |                         |                         |                              |                              |                              |                              | Willard Hickman              | Willard Hickman              | Willard Hickman             | Willard Hickman             | Willard Hickman | Willard Hickman |                |                |                |                |                  |                  | Theodora Hutshing | Theodora Hutshing | Theodora Hutshing | Theodora Hutshing | Theodora Hutshing | Theodora Hutshing |               |               |              |              |                        |                        |                        |                        |                        |                        |  |  |                        |                        |                        |                        |                        |                        |
|  |  |                          |                          |                          |                          |                          |                          |                          |                          |                          |                          |                          |                          |                     |                     |                     |                     |                     |                     |                 |                 |                 |                 |                 |                 |                          |                          |                          |                          |                          |                          |                        |                        |                         |                         |                         |                         |                         |                         |                          |                          |                          |                          |                          |                          |                          |                          |                          |                          |                          |                          |                     |                     |                         |                         |                         |                         |                            |                            |                            |                            |                            |                            |                          |                          |                          |                          |                         |                         |                         |                         |                         |                         |                         |                         |                              |                              |                              |                              |                              |                              |                             |                             |                 |                 |                |                |                |                |                  |                  |                   |                   |                   |                   |                   |                   |               |               |              |              |                        |                        |                        |                        |                        |                        |  |  |                        |                        |                        |                        |                        |                        |
|  |  |                          |                          |                          |                          |                          |                          |                          |                          |                          |                          |                          |                          |                     |                     |                     |                     |                     |                     |                 |                 |                 |                 |                 |                 |                          |                          |                          |                          |                          |                          |                        |                        |                         |                         |                         |                         |                         |                         |                          |                          |                          |                          |                          |                          |                          |                          |                          |                          |                          |                          |                     |                     |                         |                         |                         |                         |                            |                            |                            |                            |                            |                            |                          |                          |                          |                          |                         |                         |                         |                         |                         |                         |                         |                         |                              |                              |                              |                              |                              |                              |                             |                             |                 |                 |                |                |                |                |                  |                  |                   |                   |                   |                   |                   |                   |               |               |              |              |                        |                        |                        |                        |                        |                        |  |  |                        |                        |                        |                        |                        |                        |
|  |  |                          |                          |                          |                          |                          |                          |                          |                          |                          |                          |                          |                          |                     |                     |                     |                     |                     |                     |                 |                 |                 |                 |                 |                 |                          |                          |                          |                          |                          |                          |                        |                        |                         |                         |                         |                         |                         |                         |                          |                          |                          |                          |                          |                          |                          |                          |                          |                          |                          |                          | Twitta Simpson      | Twitta Simpson      | Twitta Simpson          | Twitta Simpson          | Twitta Simpson          | Twitta Simpson          |                            |                            | Elrita Simpson             | Elrita Simpson             | Elrita Simpson             | Elrita Simpson             | Elrita Simpson           | Elrita Simpson           |                          |                          | Bonita Simpson          | Bonita Simpson          | Bonita Simpson          | Bonita Simpson          | Bonita Simpson          | Bonita Simpson          |                         |                         | Orville Simpson              | Orville Simpson              | Orville Simpson              | Orville Simpson              | Orville Simpson              | Orville Simpson              |                             |                             |                 |                 |                |                | Yuma Hickman   | Yuma Hickman   | Yuma Hickman     | Yuma Hickman     | Yuma Hickman      | Yuma Hickman      |                   |                   |                   |                   | Zeke Hickman  | Zeke Hickman  | Zeke Hickman | Zeke Hickman | Zeke Hickman           | Zeke Hickman           |                        |                        |                        |                        |  |  |                        |                        |                        |                        |                        |                        |
|  |  |                          |                          |                          |                          |                          |                          |                          |                          |                          |                          |                          |                          |                     |                     |                     |                     |                     |                     |                 |                 |                 |                 |                 |                 |                          |                          |                          |                          |                          |                          |                        |                        |                         |                         |                         |                         |                         |                         |                          |                          |                          |                          |                          |                          |                          |                          |                          |                          |                          |                          | Twitta Simpson      | Twitta Simpson      | Twitta Simpson          | Twitta Simpson          | Twitta Simpson          | Twitta Simpson          |                            |                            | Elrita Simpson             | Elrita Simpson             | Elrita Simpson             | Elrita Simpson             | Elrita Simpson           | Elrita Simpson           |                          |                          | Bonita Simpson          | Bonita Simpson          | Bonita Simpson          | Bonita Simpson          | Bonita Simpson          | Bonita Simpson          |                         |                         | Orville Simpson              | Orville Simpson              | Orville Simpson              | Orville Simpson              | Orville Simpson              | Orville Simpson              |                             |                             |                 |                 |                |                | Yuma Hickman   | Yuma Hickman   | Yuma Hickman     | Yuma Hickman     | Yuma Hickman      | Yuma Hickman      |                   |                   |                   |                   | Zeke Hickman  | Zeke Hickman  | Zeke Hickman | Zeke Hickman | Zeke Hickman           | Zeke Hickman           |                        |                        |                        |                        |  |  |                        |                        |                        |                        |                        |                        |
|  |  |                          |                          |                          |                          |                          |                          |                          |                          |                          |                          |                          |                          |                     |                     |                     |                     |                     |                     |                 |                 |                 |                 |                 |                 |                          |                          |                          |                          |                          |                          |                        |                        |                         |                         |                         |                         |                         |                         |                          |                          |                          |                          |                          |                          |                          |                          |                          |                          |                          |                          |                     |                     |                         |                         |                         |                         |                            |                            |                            |                            |                            |                            |                          |                          |                          |                          |                         |                         |                         |                         |                         |                         |                         |                         |                              |                              |                              |                              |                              |                              |                             |                             |                 |                 |                |                |                |                |                  |                  |                   |                   |                   |                   |                   |                   |               |               |              |              |                        |                        |                        |                        |                        |                        |  |  |                        |                        |                        |                        |                        |                        |
|  |  |                          |                          |                          |                          |                          |                          |                          |                          |                          |                          |                          |                          |                     |                     |                     |                     |                     |                     |                 |                 |                 |                 |                 |                 |                          |                          |                          |                          |                          |                          |                        |                        |                         |                         |                         |                         |                         |                         |                          |                          |                          |                          |                          |                          |                          |                          |                          |                          |                          |                          |                     |                     |                         |                         |                         |                         |                            |                            |                            |                            |                            |                            |                          |                          |                          |                          |                         |                         |                         |                         |                         |                         |                         |                         |                              |                              |                              |                              |                              |                              |                             |                             |                 |                 |                |                |                |                |                  |                  |                   |                   |                   |                   |                   |                   |               |               |              |              |                        |                        |                        |                        |                        |                        |  |  |                        |                        |                        |                        |                        |                        |
|  |  |                          |                          |                          |                          |                          |                          |                          |                          |                          |                          | Edward Powell            | Edward Powell            | Edward Powell       | Edward Powell       | Edward Powell       | Edward Powell       |                     |                     |                 |                 |                 |                 | Mililani Osler  | Mililani Osler  | Mililani Osler           | Mililani Osler           | Mililani Osler           | Mililani Osler           |                          |                          |                        |                        | Mère inconnue (foraine) | Mère inconnue (foraine) | Mère inconnue (foraine) | Mère inconnue (foraine) | Mère inconnue (foraine) | Mère inconnue (foraine) |                          |                          |                          |                          |                          |                          | Edwina Winston           | Edwina Winston           | Edwina Winston           | Edwina Winston           | Edwina Winston           | Edwina Winston           |                     |                     |                         |                         |                         |                         | Abraham J. Simpson         | Abraham J. Simpson         | Abraham J. Simpson         | Abraham J. Simpson         | Abraham J. Simpson         | Abraham J. Simpson         |                          |                          |                          |                          |                         |                         | Mona Penelope Olsen     | Mona Penelope Olsen     | Mona Penelope Olsen     | Mona Penelope Olsen     | Mona Penelope Olsen     | Mona Penelope Olsen     |                              |                              | Hubert Powell                | Hubert Powell                | Hubert Powell                | Hubert Powell                | Hubert Powell               | Hubert Powell               |                 |                 | Tyrone Simpson | Tyrone Simpson | Tyrone Simpson | Tyrone Simpson | Tyrone Simpson   | Tyrone Simpson   |                   |                   | Cyrus Simpson     | Cyrus Simpson     | Cyrus Simpson     | Cyrus Simpson     | Cyrus Simpson | Cyrus Simpson |              |              | William "Bill" Simpson | William "Bill" Simpson | William "Bill" Simpson | William "Bill" Simpson | William "Bill" Simpson | William "Bill" Simpson |  |  | Chester "Chet" Simpson | Chester "Chet" Simpson | Chester "Chet" Simpson | Chester "Chet" Simpson | Chester "Chet" Simpson | Chester "Chet" Simpson |
|  |  |                          |                          |                          |                          |                          |                          |                          |                          |                          |                          | Edward Powell            | Edward Powell            | Edward Powell       | Edward Powell       | Edward Powell       | Edward Powell       |                     |                     |                 |                 |                 |                 | Mililani Osler  | Mililani Osler  | Mililani Osler           | Mililani Osler           | Mililani Osler           | Mililani Osler           |                          |                          |                        |                        | Mère inconnue (foraine) | Mère inconnue (foraine) | Mère inconnue (foraine) | Mère inconnue (foraine) | Mère inconnue (foraine) | Mère inconnue (foraine) |                          |                          |                          |                          |                          |                          | Edwina Winston           | Edwina Winston           | Edwina Winston           | Edwina Winston           | Edwina Winston           | Edwina Winston           |                     |                     |                         |                         |                         |                         | Abraham J. Simpson         | Abraham J. Simpson         | Abraham J. Simpson         | Abraham J. Simpson         | Abraham J. Simpson         | Abraham J. Simpson         |                          |                          |                          |                          |                         |                         | Mona Penelope Olsen     | Mona Penelope Olsen     | Mona Penelope Olsen     | Mona Penelope Olsen     | Mona Penelope Olsen     | Mona Penelope Olsen     |                              |                              | Hubert Powell                | Hubert Powell                | Hubert Powell                | Hubert Powell                | Hubert Powell               | Hubert Powell               |                 |                 | Tyrone Simpson | Tyrone Simpson | Tyrone Simpson | Tyrone Simpson | Tyrone Simpson   | Tyrone Simpson   |                   |                   | Cyrus Simpson     | Cyrus Simpson     | Cyrus Simpson     | Cyrus Simpson     | Cyrus Simpson | Cyrus Simpson |              |              | William "Bill" Simpson | William "Bill" Simpson | William "Bill" Simpson | William "Bill" Simpson | William "Bill" Simpson | William "Bill" Simpson |  |  | Chester "Chet" Simpson | Chester "Chet" Simpson | Chester "Chet" Simpson | Chester "Chet" Simpson | Chester "Chet" Simpson | Chester "Chet" Simpson |
|  |  |                          |                          |                          |                          |                          |                          |                          |                          |                          |                          |                          |                          |                     |                     |                     |                     |                     |                     |                 |                 |                 |                 |                 |                 |                          |                          |                          |                          |                          |                          |                        |                        |                         |                         |                         |                         |                         |                         |                          |                          |                          |                          |                          |                          |                          |                          |                          |                          |                          |                          |                     |                     |                         |                         |                         |                         |                            |                            |                            |                            |                            |                            |                          |                          |                          |                          |                         |                         |                         |                         |                         |                         |                         |                         |                              |                              |                              |                              |                              |                              |                             |                             |                 |                 |                |                |                |                |                  |                  |                   |                   |                   |                   |                   |                   |               |               |              |              |                        |                        |                        |                        |                        |                        |  |  |                        |                        |                        |                        |                        |                        |
|  |  |                          |                          |                          |                          |                          |                          |                          |                          |                          |                          |                          |                          |                     |                     |                     |                     |                     |                     |                 |                 |                 |                 |                 |                 |                          |                          |                          |                          |                          |                          |                        |                        |                         |                         |                         |                         |                         |                         |                          |                          |                          |                          |                          |                          |                          |                          |                          |                          |                          |                          |                     |                     |                         |                         |                         |                         |                            |                            |                            |                            |                            |                            |                          |                          |                          |                          |                         |                         |                         |                         |                         |                         |                         |                         |                              |                              |                              |                              |                              |                              |                             |                             |                 |                 |                |                |                |                |                  |                  |                   |                   |                   |                   |                   |                   |               |               |              |              |                        |                        |                        |                        |                        |                        |  |  |                        |                        |                        |                        |                        |                        |
|  |  |                          |                          |                          |                          | Coco Powell              | Coco Powell              | Coco Powell              | Coco Powell              | Coco Powell              | Coco Powell              |                          |                          |                     |                     | Wanda Powell        | Wanda Powell        | Wanda Powell        | Wanda Powell        | Wanda Powell    | Wanda Powell    |                 |                 |                 |                 | Carla Powell             | Carla Powell             | Carla Powell             | Carla Powell             | Carla Powell             | Carla Powell             |                        |                        | Herbert Powell (adopté) | Herbert Powell (adopté) | Herbert Powell (adopté) | Herbert Powell (adopté) | Herbert Powell (adopté) | Herbert Powell (adopté) |                          |                          |                          |                          |                          |                          | Abigail "Abbie" Simpson  | Abigail "Abbie" Simpson  | Abigail "Abbie" Simpson  | Abigail "Abbie" Simpson  | Abigail "Abbie" Simpson  | Abigail "Abbie" Simpson  |                     |                     |                         |                         |                         |                         |                            |                            |                            |                            |                            |                            | Homer Jay Simpson        | Homer Jay Simpson        | Homer Jay Simpson        | Homer Jay Simpson        | Homer Jay Simpson       | Homer Jay Simpson       |                         |                         |                         |                         |                         |                         | Marjorie Jay "Marge" Bouvier | Marjorie Jay "Marge" Bouvier | Marjorie Jay "Marge" Bouvier | Marjorie Jay "Marge" Bouvier | Marjorie Jay "Marge" Bouvier | Marjorie Jay "Marge" Bouvier |                             |                             |                 |                 |                |                |                |                |                  |                  |                   |                   |                   |                   |                   |                   |               |               |              |              |                        |                        |                        |                        |                        |                        |  |  |                        |                        |                        |                        |                        |                        |
|  |  |                          |                          |                          |                          | Coco Powell              | Coco Powell              | Coco Powell              | Coco Powell              | Coco Powell              | Coco Powell              |                          |                          |                     |                     | Wanda Powell        | Wanda Powell        | Wanda Powell        | Wanda Powell        | Wanda Powell    | Wanda Powell    |                 |                 |                 |                 | Carla Powell             | Carla Powell             | Carla Powell             | Carla Powell             | Carla Powell             | Carla Powell             |                        |                        | Herbert Powell (adopté) | Herbert Powell (adopté) | Herbert Powell (adopté) | Herbert Powell (adopté) | Herbert Powell (adopté) | Herbert Powell (adopté) |                          |                          |                          |                          |                          |                          | Abigail "Abbie" Simpson  | Abigail "Abbie" Simpson  | Abigail "Abbie" Simpson  | Abigail "Abbie" Simpson  | Abigail "Abbie" Simpson  | Abigail "Abbie" Simpson  |                     |                     |                         |                         |                         |                         |                            |                            |                            |                            |                            |                            | Homer Jay Simpson        | Homer Jay Simpson        | Homer Jay Simpson        | Homer Jay Simpson        | Homer Jay Simpson       | Homer Jay Simpson       |                         |                         |                         |                         |                         |                         | Marjorie Jay "Marge" Bouvier | Marjorie Jay "Marge" Bouvier | Marjorie Jay "Marge" Bouvier | Marjorie Jay "Marge" Bouvier | Marjorie Jay "Marge" Bouvier | Marjorie Jay "Marge" Bouvier |                             |                             |                 |                 |                |                |                |                |                  |                  |                   |                   |                   |                   |                   |                   |               |               |              |              |                        |                        |                        |                        |                        |                        |  |  |                        |                        |                        |                        |                        |                        |
|  |  |                          |                          |                          |                          |                          |                          |                          |                          |                          |                          |                          |                          |                     |                     |                     |                     |                     |                     |                 |                 |                 |                 |                 |                 |                          |                          |                          |                          |                          |                          |                        |                        |                         |                         |                         |                         |                         |                         |                          |                          |                          |                          |                          |                          |                          |                          |                          |                          |                          |                          |                     |                     |                         |                         |                         |                         |                            |                            |                            |                            |                            |                            |                          |                          |                          |                          |                         |                         |                         |                         |                         |                         |                         |                         |                              |                              |                              |                              |                              |                              |                             |                             |                 |                 |                |                |                |                |                  |                  |                   |                   |                   |                   |                   |                   |               |               |              |              |                        |                        |                        |                        |                        |                        |  |  |                        |                        |                        |                        |                        |                        |
|  |  |                          |                          |                          |                          |                          |                          |                          |                          |                          |                          |                          |                          |                     |                     |                     |                     |                     |                     |                 |                 |                 |                 |                 |                 |                          |                          |                          |                          |                          |                          |                        |                        |                         |                         |                         |                         |                         |                         |                          |                          |                          |                          |                          |                          |                          |                          |                          |                          |                          |                          |                     |                     |                         |                         |                         |                         |                            |                            |                            |                            |                            |                            |                          |                          |                          |                          |                         |                         |                         |                         |                         |                         |                         |                         |                              |                              |                              |                              |                              |                              |                             |                             |                 |                 |                |                |                |                |                  |                  |                   |                   |                   |                   |                   |                   |               |               |              |              |                        |                        |                        |                        |                        |                        |  |  |                        |                        |                        |                        |                        |                        |
|  |  |                          |                          |                          |                          |                          |                          |                          |                          |                          |                          |                          |                          |                     |                     |                     |                     |                     |                     |                 |                 |                 |                 |                 |                 |                          |                          |                          |                          |                          |                          |                        |                        |                         |                         |                         |                         |                         |                         |                          |                          |                          |                          |                          |                          |                          |                          |                          |                          |                          |                          |                     |                     |                         |                         |                         |                         |                            |                            |                            |                            | Bartholomew JoJo Simpson   | Bartholomew JoJo Simpson   | Bartholomew JoJo Simpson | Bartholomew JoJo Simpson | Bartholomew JoJo Simpson | Bartholomew JoJo Simpson |                         |                         | Elisabeth Marie Simpson | Elisabeth Marie Simpson | Elisabeth Marie Simpson | Elisabeth Marie Simpson | Elisabeth Marie Simpson | Elisabeth Marie Simpson |                              |                              | Margaret Simpson             | Margaret Simpson             | Margaret Simpson             | Margaret Simpson             | Margaret Simpson            | Margaret Simpson            |                 |                 |                |                |                |                |                  |                  |                   |                   |                   |                   |                   |                   |               |               |              |              |                        |                        |                        |                        |                        |                        |  |  |                        |                        |                        |                        |                        |                        |

## Dynamique familiale et changements
La série a développé un effet comique autour de la violence parentale en créant un père (Homer) facilement agacé par les bêtises de son fils (Bart) et l'étranglant de toutes ses forces lorsque la rage le gagne (gag de la strangulation). En 2023 (saison 34), Homer affirme avoir cessé d'étrangler Bart (« Tu vois Marge, étrangler le gamin ça a porté ses fruits [...]. Non, je plaisante. J’ai arrêté de faire ça. Les temps ont changé. »), une affirmation qui se vérifie depuis plusieurs saisons et qui reflète les changements de mentalité concernant l'éducation.
La série porte une critique de l'approche libérale américaine de l'éducation (enterprising individual) qui délaisse la responsabilité parentale (« déficit parental ») pour reposer sur l'institution scolaire, une situation explorée dans l'épisode Mon prof, ce héros au sourire si doux (S02:E19). Le thème du rôle de l'éducation publique dans la dynamique familiale est souvent exploré, à travers la réussite scolaire de Lisa ou au contraire l'échec scolaire de Bart, les retours à l'école des parents, ou les modèles de garderie de Maggie.
La série ayant été développée dans les années 1980, elle s'inscrit dans un contexte économique vieillissant, celui de la classe moyenne inférieure américaine, alors que la situation professionnelle du père (Homer) ne peut plus justifier le niveau de vie de la famille trente ans après la création de la série.